# Waxahachie (Teksas)
Waxahachie je grad u američkoj saveznoj državi Teksas. Prema popisu stanovništva iz 2010. u njemu je živjelo 29.621 stanovnika.